# Rivière Muskrat (des Outaouais)
Pour les articles homonymes, voir Rivière Muskrat.
La rivière Muskrat est une rivière du comté de Renfrew, Ontario, Canada qui se jette dans la rivière des Outaouais dans la ville de Pembroke .

## Cours
La rivière commence au lac Edmunds, l'un des sentiers des lacs du lac Champlain (en) et près de la communauté de région de Whitewater, et se dirige vers le nord-ouest à travers d'autres lacs du sentier Champlain pour atteindre le plus grand, le lac Jeffrys. Elle continue vers le nord-ouest, fait une boucle sous la route 17 de l'Ontario et prend le ruisseau Buttermilk, affluent droit, juste avant d'atteindre lac Muskrat dans la collectivité de Cobden. Là, l'affluent gauche de la rivière Snake se joint. La rivière sort du lac près de la communauté de Meath Hill et continue vers le nord-ouest, en faisant une boucle vers l'ouest et l'est sous la route 17 de l'Ontario recevant en rive gauche les eaux du ruisseau Mud au lac Mud, puis en rive gauche les eaux de la rivière Indian avant d'atteindre son embouchure à la rivière des Outaouais à Pembroke.

## Affluents
- Rivière Indienne (gauche)
- Ruisseau de boue (gauche)
- Rivière Snake (gauche)
- Ruisseau Buttermilk (droite)